# يورغن جروه
يورغن جروه (بالألمانية: Jürgen Groh)‏ هو لاعب كرة قدم ألماني في مركز الدفاع، ولد في 17 يوليو 1956 في هيبنهايم في ألمانيا. شارك مع منتخب ألمانيا الأولمبي لكرة القدم ومنتخب ألمانيا لكرة القدم. أما مع النوادي، فقد لعب مع طرابزون سبور ونادي كايزرسلاوترن ونادي هامبورغ.

## وصلات خارجية
- يورغن جروه على موقع الاتحاد الأوربي (الإنجليزية)
- يورغن جروه على موقع قاعدة بيانات كرة القدم.إي يو (الإنجليزية)
- يورغن جروه على موقع بيانات كرة القدم. دي إي (الألمانية)
- يورغن جروه على موقع ناشيونال فوتبول تيمز (الإنجليزية)
- يورغن جروه على موقع عالم كرة القدم.نت (الإنجليزية)
- يورغن جروه على موقع أوليمبيديا (الإنجليزية)